# Campeonato de Fútbol de Costa Rica 1955
El Campeonato de Fútbol de 1955 fue la edición número 35 de Liga de Fútbol de Costa Rica en disputarse, organizada por la FEDEFUTBOL. Cabe indicar que este Campeonato es el primer campeonato profesional disputado en Costa Rica, ya que un año antes en 1954, para adecuar a estándares modernos del fútbol la solicitud hecha por los 10 equipos de Primera División a la Federación de Fútbol el 11 de octubre de 1954, donde pedían se les declarara "no aficionados", lo cual se concretó el 14 del mismo mes. Tal cambio es fundamental, porque le permitió al futbolista negociar su permanencia en los clubes, firmando con el que le diera la mejor oferta económica.
Este torneo se caracterizó por la obtención del “doblete” por parte del Club Sport Herediano, que se llevó el Campeonato de Fútbol de Costa Rica de 1955 y la Copa Reina del Canadá.
Este torneo fue el más largo de la historia del fútbol costarricense, se extendió a lo largo de un año, dos meses y dos días, además fue el 4.º campeonato consecutivo con los mismos 10 equipos participantes.

## Equipos participantes
| Provincia | N.º | Equipos                                                                                         |
| --------- | --- | ----------------------------------------------------------------------------------------------- |
| San José  | 7   | La Libertad, Gimnástica Española, Orión, Universidad de Costa Rica, Saprissa, Uruguay y Moravia |
| Alajuela  | 1   | Alajuelense                                                                                     |
| Cartago   | 1   | Cartaginés                                                                                      |
| Heredia   | 1   | Herediano                                                                                       |

## Formato del Torneo
El torneo disputado a dos vueltas. Los equipos debían enfrentarse todos contra todos, los últimos dos lugares tendrían el descenso directo a Segunda División. Universidad y Uruguay disputaron dos partidos extra para determinar quién descendía.

## Tabla de posiciones
| Equipo | Pts | PJ | PG | PE | PP | GF | GC | DG  |
| --- | --- | -- | -- | -- | -- | -- | -- | --- |
| Club Sport Herediano | 27  | 18 | 11 | 5  | 2  | 36 | 15 | +21 |
| Deportivo Saprissa | 26  | 18 | 11 | 4  | 3  | 46 | 19 | +27 |
| Liga Deportiva Alajuelense | 23  | 18 | 9  | 5  | 4  | 38 | 21 | +17 |
| Club Sport La Libertad | 22  | 18 | 8  | 6  | 4  | 39 | 29 | +10 |
| Club Sport Cartaginés | 18  | 18 | 5  | 8  | 5  | 26 | 29 | -3  |
| Orión F.C. | 17  | 18 | 7  | 3  | 8  | 37 | 34 | +3  |
| Gimnástica Española | 15  | 18 | 6  | 3  | 9  | 26 | 36 | -10 |
| Club Sport Uruguay de Coronado | 16  | 20 | 6  | 4  | 10 | 24 | 37 | -13 |
| Universidad de Costa Rica | 12  | 20 | 5  | 2  | 13 | 30 | 46 | -16 |
| Unión Deportiva Moravia | 8   | 18 | 2  | 4  | 12 | 14 | 50 | -36 |
| Pts – Puntos; PJ – Partidos Jugados; PG - Partidos Ganados; PE - Partidos Empatados; PP - Partidos Perdidos; GF – Goles a Favor; GC – Goles en Contra; DG – Diferencia de Goles |     |    |    |    |    |    |    |     |

|  |                  |
|  | Campeón Nacional |

|  |                                     |
|  | Descenso Directo a Segunda División |

| Campeón Club Sport Herediano Campeonato #14 |

### Plantilla del Campeón
Francisco Campos, Claudio Sáenz, Max Villalobos, Mariano Campos, Rafael Sánchez, León Alvarado, Óscar Bejarano, Mario Murillo, Édgar Esquivel, Eladio Esquivel, Carlos Pantoja, Fello Meza, Manuel Arias, Edgar Quesada, Danilo Montero y Oscar Medaglia.

## Goleadores
| Jugador            | Equipo                       | Goles |
| ------------------ | ---------------------------- | ----- |
| Mardoqueo González | La Libertad                  | 16    |
| Alexis Goñi        | Cartaginés                   | 14    |
| Guido Peña         | Orión                        | 14    |
| Jorge Monge        | Saprissa                     | 12    |
| Juan Ulloa         | Alajuelense                  | 10    |
| Anacín Alvarado    | La Libertad                  | 10    |
| Alberto Armijo     | Sociedad Gimnástica Española | 9     |
| Rodolfo Herrera    | Saprissa                     | 9     |
| Álvaro Murillo     | Saprissa                     | 9     |
| Carlos Espeleta    | Universidad de Costa Rica    | 9     |

## Descenso
Uruguay y la UCR debieron efectuar una serie de dos partidos para decidir quien se iba a la segunda categoría resultando ganador el cuadro aurinegro del Uruguay.
| Descenso campeonato 1955       | Descenso campeonato 1955            |
| ------------------------------ | ----------------------------------- |
| descendiero a Segunda División | Moravia y Universidad de Costa Rica |
| Ascenso a Primera División     | No hubo                             |

## Torneos
| Predecesor: Campeonato 1954 | Liga de Fútbol de Costa Rica Campeonato 1955 | Sucesor: Campeonato 1956 |